# Герстман, Джефф
Джеффри Майкл Герстман (англ. Jeffrey Michael Gerstmann; род. 1 августа 1975 года) — американский обозреватель видеоигр и журналист. Бывший главный редактор игрового сайта GameSpot и соучредитель/редактор Giant Bomb. Дочерний сайт VideoGameSpot открылся после прихода осенью 1996 года Герстмана в GameSpot, так как было решено выделить в отдельные области игры для PC и консолей. Каждый понедельник в личном блоге Герстман публиковал заметки на разные темы, вплоть до своего спорного увольнения, последовавшего сразу за обзором Kane & Lynch: Dead Men в 2007 году. В качестве члена консультативного совета Spike Video Game Awards, Герстман был одним из 25-и журналистов, ответственных за выбор номинантов и определение победителей конкурса, а журнал Complex упомянул его имя в числе 25-и крупнейших знаменитостей в индустрии видеоигр.
Герстман был постоянным гостем шоу Bonus Round, в котором принимал участие в групповом обсуждении на связанные с игровой индустрией темы, представленные Джеффом Китли на GameTrailers.

## Карьера
В начале 1990-х годов Герстман работал в сегменте журналистики, посвящённой видеоиграм, поскольку с 17-летнего возраста увлекался игровой индустрией. Сначала он был внештатным сотрудником, затем менее года работал в редакции печатного журнала. В 1996 году в качестве стажёра Герстман устроился в GameSpot, и в конечном итоге стал главным редактором.
В сентябре 1999 года Герстман появился в передаче «Good Morning America» с Дайаной Сойер и Деннисом Ли, торговым аналитиком компании Sega для того, чтобы рассказать о выпуске новой игровой системы Dreamcast. Сбой внутри новой демонстрационной модели Dreamcast стал отличительной особенностью того прямого эфира на национальном телевидении, в течение которого они играли в NFL 2K и Ready 2 Rumble Boxing. В эпизоде Giant Bombcast Герстман выразил мнение, что его появление на публике в одежде фирмы FUBU способствовало снижению популярности бренда. Сюжет также отличался лживыми утверждениями торгового аналитика компании Sega: «Вы и в самом деле можете видеть снег, медленно покрывающий поверхность, по мере того как игра продолжается, снегом занесёт поле», которые не соответствовали официально представленной продукции.

### Увольнение из GameSpot (2007—2008)
Герстман был уволен с должности главного редактора GameSpot 28 ноября 2007 года. Сразу же после увольнения распространились слухи о том, что его уход был вызван внешним давлением со стороны Eidos Interactive, издателя раскритикованной Герстманом игры Kane & Lynch: Dead Men, которой, тем не менее, он поставил справедливую оценку. Всё происходило в то самое время, когда Eidos предоставил GameSpot крупную сумму денег для рекламы, дабы изменить внешнее оформление сайта, в соответствии с темой и фоном Kane & Lynch. В соответствии с законами штата Калифорния и CNET Networks, GameSpot не смог представить подробную информацию относительно того, почему всё-таки Герстман был уволен. Однако GameSpot, также как и материнская компания CNET заявили, что увольнение сотрудника никак не связано с негативным обзором. Сделанному ранее заявлению нашлось опровержение в последующем интервью 2012 года, в котором сам Герстман утверждал, что руководство просто поддалось давлению со стороны издателя. После увольнения Герстмана, GameSpot также покинули редакторы Алекс Наварро, Райан Дэвис, Брэд Шумейкер и Винни Каравелла, которые почувствовали тогда, что больше не в силах работать в области публикаций под давлением рекламодателя.
Вскоре после ухода из GameSpot, Герстман запустил онлайн-блог, где пояснил: «В основном я задумал сайт, чтобы предоставить людям централизованную площадку для общения непосредственно со мной, поскольку всякие там склоки и несуразицы, вычерпанные из интервью и личной учётной записи в MySpace игровыми новостными ресурсами — не самый лучший способ общения. Поэтому, если вас интересует то, чем я планирую здесь заниматься, это самое подходящее место. Я также поделюсь своими мыслями об играх и деловой активности, которая их окружает, возможно, посредством эпизодического видео или даже двух».
В первом эпизоде подкаста IGN «GameSages» Герстман заявил, что обсуждает со «старыми друзьями» (позже выяснилось, что он имел в виду Шелби Бонни, бывшего генерального директора и соучредителя CNET, а также других бывших сотрудников, которые ушли незадолго до Герстмана и основали Whiskey Media) свои планы на будущее[что?]. 25 февраля 2008 года Герстман объявил в своём блоге, что будет участвовать в онлайн-подкасте с бывшим коллегой Райаном Дэвисом. Алекс Наварро, другой бывший коллега Герстмана, впоследствии тоже поучаствовал в подкасте. 5 марта 2008 года Герстман сообщил, что вместе с Райаном Дэвисом запускает совершенно новый игровой сайт под названием Giant Bomb, который начнёт работать с 21 июля.

### Giant Bomb (с 2008)
Giant Bomb, запущенный в июле 2008 года, является игровым порталом, а также текущим доменом Герстмана и других обозревающих видеоигры журналистов, включая Брэда Шумейкера, Винни Каравеллу, Алекса Наварро и некогда Райана Дэвиса (все бывшие сотрудники GameSpot). Персонал размещает на сайте многочисленные видеоматериалы на основе таких обозреваемых игр, как, например, Shin Megami Tensei: Persona 4 и Deadly Premonition, разные рубрики и подкасты, включая «This Ain’t No Game», «BombCast» и «Quick Looks». Кроме того, редакторы сайта пишут рецензии, освещают новости и текущие события игровой индустрии. Герстман сам регулярно создаёт и загружает на сайт ряд видеороликов премиум-класса под названием «Jar Time with Jeff», в которых отвечает на отправленные ему по электронной почте вопросы от пользователей Giant Bomb, демонстрирует коллекции видеоигр и консолей.
Журнал Time, согласно результатам голосования, признал в 2011 году Giant Bomb одним из 50-и лучших сайтов. 15 марта 2012 года Giant Bomb объявил о том, что ресурс перешёл к CBS Interactive, принадлежащей CNET, то есть Герстман будет работать вместе со своим бывшим работодателем GameSpot.

#### Основание для увольнения из GameSpot
15 марта 2012 года было объявлено о том, что CBS Interactive, материнская компания, которой принадлежит управляемый CNET GameSpot, приобрела веб-сайты Giant Bomb, а также Comic Vine у Whiskey Media. В рамках сделки, договорённость о неразглашении между Герстманом и CNET была аннулирована и он, впервые за четыре года, наконец, публично мог рассказать о своём увольнении. Позже тем же вечером в эфире веб-шоу «On the Spot», вице-президент GameSpot Джон Дэвисон появился вместе с Герстманом, отметив таким образом первое появление Джеффа на сайте с ноября 2007 года. Герстман рассказал о том, что его отставка фактически была связана с низким баллом Kane & Lynch, хотя называл и другие мотивы, которые привели к увольнению, в том числе хороший рейтинг Ratchet & Clank: Tools of Destruction, предоставленный Аароном Томасом, работавшим тогда по трудовому договору. Подобные события приводили к тому, что его несколько раз «вызывали на ковёр», дабы обсудить размещённые на сайте отзывы. Герстман возложил ответственность на новую управленческую команду веб-сайта, которая не смогла должным образом отреагировать на напряжённость между маркетингом и редакцией, а также обвинил отдел маркетинга, который, по его же словам, оказался неподготовленным к тому, чтобы отреагировать на жалобы издателя и угрозы забрать деньги за рекламу из-за низкой оценки.
Во время шоу Герстман заявил, что спустя несколько месяцев после увольнения случайно столкнулся на одной из конференций с некоторыми разработчиками IO Interactive. Он утверждал, что один из них сказал тогда: «Да, Kane & Lynch была не очень хорошей игрой». Герстман ответил: «Вы точно должны позвонить моим прежним боссам и сказать им об этом».

## Личная жизнь
Герстман летом 2015 года упомянул о своей невесте в личном блоге, а 16 февраля 2016 года сообщил о том, что женился. 22 июля 2019 года Герстман объявил о рождении первенца.